# Galge (band)
Galge er et dansk metalband fra Aarhus, der spiller en blanding af death metal, black metal, shoegaze og hardcore. Bandet er kendt for deres dansksprogede tekster og udvidet brug af metalgenrer.

## Historie
Galge blev dannet i Aarhus og har været aktivt på den danske metalscene siden deres begyndelse. Bandet blev oprindeligt dannet som et DIY-projekt mellem medlemmer med en interesse for tung og eksperimenterende musik. Deres lyd trækker på elementer fra flere metalgenrer.
Deres debutalbum, Herlig udkom i 2019 og i 2021 udgav Galge deres første fuldlængde album, Løkkelig. Albummet inddrager elementer fra melodisk black metal og blackgaze. 
I 2023 udgav bandet singlen "Tankeløse Tåber", som blev omtalt for sin selvironiske tilgang.
Galge har optrådt på flere festivaler, herunder Copenhell i 2023, hvor de spillede "Tankeløse Tåber".
Bandet har desuden turneret med blandt andre Lamentari, Baest, Neckbreakker og Livløs.

## Medlemmer

### Nuværende medlemmer
Søren Tuborg – vokal
Sofus Kromann – guitar
Halfdan Geertsen – bas
Mathias Lundbæk – trommer

### Tidligere medlemmer
Smoskar Rediin – bas

## Diskografi
Herlig (2019)
Løkkelig (2021)
Tankeløse Tåber (2023)

## Eksterne links
Officiel Facebook-side
Bandcamp-profil